# 필리핀 제1공화국
필리핀 제1공화국(First Philippine Republic, 1899년 1월 21일 ~ 1901년 3월 23일)은 1899년부터 2년간 존재했던 필리핀에 있었던 정권이다. 1899년 1월 21일에 불라칸주 말롤로스 시에서 선언된 말롤로스 헌법에 의해 공식적으로 설립하고, 1901년 3월 23일에 이사벨라주 팔라난 시에서 에밀리오 아기날도가 미군에 구속되면서 사실상 해체될 때까지의 기간에 존재한 필리핀 정부이다. 당시의 정식 명칭의 번역어는 ‘필리핀’이며, 정부와 의회의 위치에 연관된 ‘말롤로스 공화국’이라는 통칭으로도 알려져 있다.
필리핀의 설립은 스페인 제국의 지배에 대한 필리핀 독립 혁명의 절정이었다. 1898년 6월 12일 필리핀 독립 선언이 이루어져, 6월 23일 필리핀 대통령 에밀리오 아기날도를 수반으로 하는 혁명 정권이 독재 지배를 대신했다. 1899년 미국은 필리핀을 폐하고, 1946년에 독립을 인정할 때까지 점령했다.

## 역사

### 필리핀 독립 혁명
필리핀 제1공화국은 ‘필리핀 독립 선언’과 일련의 스페인 지배의 붕괴로 설립되었다. 필리핀 제1공화국은 1899년 말롤로스의 바라소아인 교회의 헌법 제정 회의에 의해 필리핀 의회를 구성하고, 1897년 7월 7일의 비아쿠나바토 협정에 의해 설립된 독재 정권을 대신했다. 1899년 1월 1일 필리핀 의회는 에밀리오 아기날도를 대통령으로 선출하고, 1월 23일에는 대통령 취임식을 가졌다. 1899년 1월 21일에 아기날도와 필리핀 의회의 10명의 대표에 의해 필리핀은 승인되었다. 1899년 말롤로스 헌법이 비준되면서, 필리핀 리테리어 대학(Universidad Literia de Filipinas)이 불라칸주 말롤로스시에 설립되었다. 필리핀 리테리어 대학은 법학, 약학, 의학, 공증학 강의가 있었다. 1898년 10월 25일에는 사관학교(Academia Militar)를 설립했다. 소년을 위한 특수학교로는 부르고스 연구소(Burgos Institute)가 설립되었다.
한편, 전년인 1898년 8월 이후 미국-스페인 전쟁 과정에서 마닐라를 점령하고 있던 미군은 공화국파(독립파)가 마닐라 점령에 참가하는 것을 허락하지 않았고, 양자가 대치하는 이중 권력 상태가 이어졌다.

### 미국-필리핀 전쟁의 종식
필리핀-미국 전쟁 기간 동안 긴장 상태가 계속되었다. 아기날도는 미군에 저항하기 위해 사실상의 수도였던 말롤로스에서 철수하여, 루손섬 북부의 산악 지대에서 저항하며 게릴라 전쟁을 벌였다. 1901년 4월 1일 아기날도가 미국에 대한 충성을 맹세하면서 공식적으로 필리핀 제1공화국이 소멸되었고, 필리핀이 미국의 지배 하에 있음을 인정했다.
이후 제2차 세계 대전에서 일본군이 필리핀에 상륙하면서, 아기날도 등은 일본에 협력하였고, 필리핀 제2공화국으로 다시 독립했다.